# パーソナルトルーパー
パーソナルトルーパー（英語: Personal Trooper）は、テレビゲーム『スーパーロボット大戦シリーズ』に登場する、本ゲームで独自に設定されたリアルロボット、スーパーロボット型軍用ロボットの架空の兵種呼称の一部。略称はPT。

## 概要
プレイヤーの感情移入や、ストーリー上の矛盾点を解消するなどの目的で登場するが、このPT自体のメカとしての設定も練り込まれている。近年ではPTのほかに「特機」と呼ばれるスーパーロボット風のメカや、PTと同様に量産されるアーマードモジュール（AM）などのオリジナルメカが一堂に会し、このメカのみでストーリーを構築した『スーパーロボット大戦ORIGINAL GENERATION』シリーズも人気を博している。
デザイン的には、『機動戦士ガンダム』シリーズに登場するモビルスーツに近い（一部のPTはガンダムシリーズでモビルスーツのデザインを行なった大河原邦男、カトキハジメによってデザインされている）。なお、多くのPTはその原初であるゲシュペンストと共通の意匠をもつ。特に、頭部の『耳』のようなセンサーや2つのカメラアイはすべてのPTが持つ共通点である（一見バイザータイプのフェイスでも内部にはツインアイがあるとされる）。
元がゲームキャラクターの一部であるがために、ゲーム性に伴う機能が多く設定されているのが特徴。汎用量産型に相当するPTには際立った特徴はないが、作品中のメインキャラクターが搭乗する試作型やカスタムタイプのPTには様々なオプションが設定されている。「念動フィールド」「グラビティ・テリトリー」などの特殊防御エネルギー力場を備えた物や、重力兵器、架空の絶大な動力源を持つ兵器など、多彩な設定がなされている。

## OG世界のパーソナルトルーパー
『OG』世界におけるPTとは、異星人が保有すると思われる、10m以上の多脚型機動兵器や人型機動兵に対抗するための対異星人用人型機動兵器に、連邦軍が与えたコードネームのことを指す。
人型である理由としては、異星人が人型兵器を保有しているという理由のほか、マニピュレーターで各種の武器を持ち替えることによりあらゆる事態に対応できる人型こそ究極の汎用性を有した形状であり、量より質を追求することで人的物的損失を抑える、という理由付けが成されている。
新西暦179年におけるメテオ3の落下から年内のうちに、連邦軍はマオ・インダストリー社（以下、マオ社）を含む複数の重機メーカーにPTの開発を打診し、以下のような要求スペックを提示した。
1. 人型で四肢を持ち、マニピュレーターによる武装の換装が可能。
2. 人体に近い挙動と反応速度。
3. 外部からの供給に頼らず、内部動力のみで長時間の作戦行動が可能。
4. 堅牢な装甲と、被弾しても作戦行動を継続できる機体耐久性。
5. 全長20メートル前後、総重量80トン以下。

これらの厳しい要求基準はメテオ3より得られた異星人の兵器を基準としたものであり、互角以上に渡り合う上で最低限必須とされた性能であった。このスペックの実現のため、軍から各社へEOT（厳密には解析済みのEOTは、EOTと呼ばれず通常技術として扱われている）が極秘扱いで提供されており、結果、マオ社がわずか1年という短期間で開発した人類初の人型機動兵器ゲシュペンストが各社との競作に勝利した。このことからもわかる通り、PTとはマオ社がつけた名称ではなく、競作を経て勝ち取った名称といえる。
PTの試作機はL型・R型の2機、または3機が製造される例が多い。3機の場合、うち1機はテスト用やトライアル用であることが多い。
現実における近代の軍事兵器と同様、なんらかの戦術データ・リンクにより戦術レベルで情報を母艦などと共有している。
エイタ・ナダカ伍長の「PTへ乗ることになったら、最低でも曹長扱い」という発言から、PTパイロットは曹長以上の階級でなければならない模様。『OG』にてタスク・シングウジ伍長、リオ・メイロン伍長、クスハ・ミズハ（元階級不明）はPTパイロットに転向した際に曹長へ戦時昇進している。

### PTの開発、採用
新西暦179年、連邦軍からPT開発のオファーを受けたマオ社は、プロジェクトの中心メンバーとして入社間もないカーク・ハミルとマリオン・ラドムを選抜。カークはロボット工学の博士号を取得した天才エンジニア、マリオンは駆動系のエキスパートであった。今後マオ社が軍需産業において飛躍するために、天才的能力を持つ彼等に開発プロジェクトのすべてが任せられた。
開発における最初の課題は動力源の選定にあった。候補として燃料電池、大容量バッテリー、核融合ジェネレーターの3種が上がった。燃料電池やバッテリーはマオ社が製造する月面作業機械でも使用されており、技術的ノウハウは充分に持っていたが、核融合ジェネレーターは同社にとって不慣れな分野であった。これらの動力源には各々長所・短所が存在する。燃料電池はエネルギー効率が高く民間作業機用には十分な出力を持つが、軍用兵器の動力としては瞬間最大出力が低くやや力不足とされた。大容量バッテリーは燃料電池と異なり最大出力の調整が自在に行え、戦闘時に要求される大出力供給の問題はクリアしていた。しかし電力量のキャパシティに上限があり、通常稼働で30分程度、フルパワーでは5分未満で電力が尽きてしまうため、やはり軍用兵器の動力としては問題が残った。結果的に残ったのが核融合ジェネレーターであった。核融合ジェネレーターは既存の動力源の中では最大のエネルギー変換効率を持ち、既に発電所や船舶の動力として幅広く運用され、信頼性も十分であった。しかし現状の核融合ジェネレーターは、指定されたサイズの機体に搭載するには大型すぎた。機体の開発とPT用核融合ジェネレーターの開発は並行して行われ、マオ社技術部門は数多の試行錯誤と開発スタッフの多大な努力により、必要スペックを満たす小型核融合ジェネレーターを完成させた。
新西暦180年末、開発開始から1年という速さで初の人型機動兵器「ゲシュペンスト」が完成、3機がロールアウトした。ゲシュペンストは地上・宇宙ともに対応可能な汎用兵器として設計されたが、今後の運用のため2号機は宙間戦闘重視、3号機は地上戦重視の仕様になっており、3機には異なる形式番号「PTX-001 / 002 / 003」が付与された。翌181年、連邦軍の評価試験に1号機であるPTX-001が提出された。PTX-001は様々な場所・状況のテストで数百に及ぶ項目を次々と消化し、各社競合機に大きく差をつけ最優秀の成績を収めた。結果、マオ社はPT開発の委託を勝ち取り、ゲシュペンストはPT第1号となった。
高評価を受けたゲシュペンストであったが、課題も残していた。まず大気圏内運用において単独での飛行能力を持たず、空戦能力はジャンプや短時間の滑空といった限定的なものに留まっていた。そのため制空戦闘は既存の戦闘機によらざるを得なかった。装甲防御力が想定よりもやや低い点も問題とされた。また、携行火器を用いた遠距離戦射撃時に微細なブレが生じ、射撃精度が低下する欠点が存在した。これは汎用性重視のため内蔵火器を省略し、マニピュレーターで武装を持ち替えるコンセプトが裏目に出たものであった。これら問題点のため、現状のゲシュペンストは連邦軍の目指す万能兵器という理想に達するものではなかった。連邦軍からの問題提示を受け、マオ社はゲシュペンストの改修に着手した。この際1、2、3号機に異なる仕様の改修が加えられ、タイプR / S / Tと呼ばれるようになった。

### PT-X構想
PT-X構想とは、新西暦182年にマオ社が連邦軍に提出した、PTの今後の開発、量産プラン、戦略、戦術的運用計画を内包した次世代機動兵器構想であり、PTを連邦軍主力兵器として量産することを最終目標とする。現用の主力兵器を従来とは全く異なる形状や運用方法が求められる人型機動兵器と入れ替えるには、相応の時間が要求される。そのため段階的に目標を設定し、それら技術的、物理的、或いは政治的問題をクリアしていくことで、PTを主力兵器として連邦軍に浸透させ、量産化を実現するのがPT-X構想である。
構想初期段階で設定された大枠は、試作機を含め少数のPT生産、それらの運用部隊の設立、機体OS用モーションパターンデータの構築にあった。特にPT用に開発されたOS「TC-OS」は、複雑な戦闘状況に対応するため莫大なパターンデータの蓄積が必要不可欠であった。初期に蓄積されていたモーションパターンはマオ社技術スタッフが入力した基本動作のみで、複雑な状況に対応するには不足していた。モーションパターンデータの構築とPTの戦術理論確立を目的とする部隊として結成されたのが、連邦軍屈指のパイロット6名からなる特殊戦技教導隊であった。教導隊の技量により、マオ社スタッフの予想を越える速さでパターンデータが蓄積され、TC-OSの完成度は日増しに高まっていった。
182年末には、ゲシュペンストで問題点とされた武装と装甲防御力を強化した支援用PTシュッツバルトがロールアウト。続いて量産主力機化を視野に入れ、さらなる汎用性と攻撃力を重視したビルトシュバインが開発された。両機はコスト等の問題で量産には至らなかったが、PT-X構想は順調に進められた。この構想は後に、連邦軍ノーマン・スレイ少将によって提案された軍備計画「地球圏防衛計画」に組み込まれ、同少将が議長を務める地球圏防衛委員会管理下でPT開発が行われるようになった。

## 整備
整備は専用のPTハンガーに固定して行われる。ハンガーはガントリーフレーム部分と台座部分から構成される。フレームには機体固定用の圧力ボルトが敷き詰められ、前後90度までスイングおよびジャッキアップが可能。台座部分はリニア駆動により移動する。また、これを18軸72輪の自走コンテナ車両とするPTキャリアも存在している。この設定は『スーパーロボット大戦α ORIGINAL STORY』で起こされ、のちに『スーパーロボット大戦OG -ディバイン・ウォーズ-』（以下『DW』）で映像化されている。

## 携行武装
PTの手持ち式武器のうち、装備する機種が定められていないものを挙げる。以下、英字名称のあるものは北米版『OG』における表記。国内版と北米版『OG』で名称が異なるものは（日本版 / 北米版）の順に表記する。
グラビトン・ランチャー (Graviton Cannon)
Gインパクト・キャノンと同系統の重力砲。
ステルス・ブーメラン (Stealth Wing)
透明化し、不可視状態で自律飛翔するブーメラン。ASソレアレスの装備する同名の武装とは外見が異なる。
ネオ・チャクラムシューター (Neo Chakram Caster)
2基の大型チャクラムを射出する。『第2次α』ではダイゼンガーの追加武装案として名称のみ登場。『OG2』で実際の武装として採用された。従来のものと異なり無線式。
G・インパクトステーク (G-Impact Stake)
大型の杭打ち機。経緯はネオ・チャクラムシューターと同一。リュウセイ・ダテは使用時に「ジャイアント・ステーク」と呼称する。また『無限のフロンティア』では「重力杭打ち機」と説明されている。

## 採用技術

### TC-OS
PTの標準装備であるOSの略称。正式名称は「戦術的動作思考型OS」、タクティカル・サイバネティクス・オペレーティング・システム（Tactical Cybernetics Operating System）。自機の状況をスタート地点とし、入力されたコマンド実行までの動作をOSがあらかじめ登録されているモーションから適切なものを選択し動作に移すようになっており、操作の簡易性が増しパイロットの負担が大きく軽減された。カーク・ハミルの発案により開発され、基本的なモーションをマオ社スタッフが、より多種多様な実戦的モーションが特殊戦技教導隊でそれぞれ作成された。 当初、教導隊メンバーはほぼ全ての操作をマニュアル操縦で行い、その動作をトレースシステムに記憶させることでモーションパターンデータを構築した。ある程度データが蓄積された時点で、TC-OSに記憶されたデータがフィードバックされ、それらを使いゲシュペンスト同士の模擬戦を行なうことで、さらなる高度なモーションパターンデータを構築するといった気の遠くなる様な作業が延々と繰り返され、ようやくの完成をみた。その後、L5戦役以降も新生教導隊によってモーションパターンのブラッシュアップが引き続き行われている。
非常に汎用性が高く、モーションパターンデータの種類・実行の優先順序などはパイロットの任意で選択でき自身の好みや操縦の癖に応じて各々がカスタマイズして使用する。
この使い勝手の良さから後続の人型機動兵器のほぼ全て（グルンガスト等の特機にも）に搭載され人型機動兵器用OSのスタンダードの地位を確立する。（リオンなどの人型から離れすぎた機体はTC-OSとの互換性が無いバージョンのLIEONシステムが採用されている）

### 核融合ジェネレーター
標準的なPTに搭載されている小型の核融合式動力炉。PT開発当時から既に核融合発電は発電所や艦船の動力として用いられていたが、PTに搭載可能なサイズが存在しなかったため、マオ社による試行錯誤の末に小型化に成功した。

### プラズマ・ジェネレーター
OGシリーズに登場する動力炉。EOT研究により確立された重力制御基礎理論を応用して開発された次世代型の核融合ジェネレーター。動力炉内の高温プラズマ閉じ込めに磁場ではなく重力を用いることで、より高い発電効率を実現している。
強力な内蔵火器を持つゲシュペンスト・タイプSに初めて採用された。このプラズマ・ジェネレーターは、他のPTに搭載されるものとは異なるタイプで、後に「プラズマ・リアクター」と命名されてグルンガスト等の特機に搭載されている。
プラズマ・ジェネレーターを搭載するPTとしてビルトシュバインやヒュッケバイン009が開発されたが、製造コスト等の問題で制式採用・量産には至らなかった。その後、DC戦争中に再チューンを受けたゲシュペンスト各機に搭載され、ヒュッケバインMk-IIには改良型が採用されている。インスペクター事件後に開発された量産型ゲシュペンストMk-II改も新型プラズマ・ジェネレーターを搭載。ただし、現時点ではこれら試作機あるいは先行生産機での採用にとどまっており、大量生産されたPTでプラズマ・ジェネレーター搭載が明言されている機種は存在しない。なお、AMではバレリオンが量産機としてプラズマ・ジェネレーターを採用している。

## ゲシュペンストシリーズ
- PTX-001 ゲシュペンスト・タイプR
- PTX-002 ゲシュペンスト・タイプS
- PTX-003 ゲシュペンスト・タイプT
- PTX-007 ゲシュペンストMk-II
- RPT-007 量産型ゲシュペンストMk-II
- ゲシュペンストMk-III
- ゲシュペンスト・ハーケン

## 試作機

### シュッツバルト
【Schutz Wald = 独語で「保安林、防風林、防護林」】
ゲシュペンストをベースとして開発された砲撃戦用重PT。ゲシュペンストで問題点とされた装甲の薄さと携行火器による遠距離射撃時の精度低下を克服するべく、重装甲と固定装備のビームカノンを持つ機体となった。支援機としての有効性は認められたが、生産性・整備性が悪く操縦も難しい欠点があった。連邦軍が求めるのは汎用性の高いPTであったため、試作3機のみで量産には至らなかった。本機の設計思想はSRX計画のR-2に受け継がれている。
武装
バルカン砲 (Gatling Gun)
頭部に装備された機関砲。砲口は顔の頬にあたる部分に位置する。
3連マシンキャノン (Autocannon)
両腕部に3基ずつ装備された実弾機関砲。
ツイン・ビームカノン (Twin Beam Cannon)
両肩の大口径ビーム砲。ゲーム中では1号機と2号機で性能が若干異なる。
劇中での活躍
OGシリーズ
L5戦役時、1号機（機体カラーは黄色）は極東支部のSRXチームに送られライが搭乗、2号機（白色）はマオ社スタッフのラーダが運用した。後に1号機は月のマオ社に戻っていたが、インスペクターの襲撃を受けた際にリン社長が破棄を決定。しかしラーダが輸送機脱出の時間稼ぎのため使用し、以降もハガネ・ヒリュウ隊に配備されている。なお3号機や『OG2』以降の2号機は所在不明である。
『第2次OG』では登場しない。

## ビルトシリーズ

### ビルトシュバイン
【Wild = 独語で「野獣・野生の」、schwein = 独語で「豚」、あわせて「野生の豚 = 猪」】
ゲシュペンストをベースに開発された汎用型PT。機動性や近接戦闘能力が向上している。滞空能力も優れ、限られた時間ならば空中戦闘が可能。量産主力機となることを見込んでいたが、教導隊のゲシュペンスト運用データを元に作られたため過敏な反応速度と大出力を持ち、扱いの難しい機体となった。プラズマ・ジェネレーターによる製造コスト高騰もあり、正式採用は見送られ量産には至らなかった。しかし一定の評価を得たことで設計思想がヒュッケバインシリーズに受け継がれた。機体デザインはゲシュペンストとヒュッケバインの中間に位置するものとなっている。機体色は濃淡のブルーグレーで、上腕や腿が白。
武装
M950マシンガン (M95 Machine Gun)
PT用サブマシンガン。外形はキャリコM950に似る。ヘリカル・フィールド・マガジンを2基装備し、各25発で計50発の装弾が可能。空薬莢はトリガーガード前の排莢口から真下に排出する。量産型ゲシュペンストMk-IIも本銃を標準装備する。
M13ショットガン (M13 Shotgun)
PT用ショットガン。セミオートマチックとポンプアクションの切り替えが可能。散弾の他、サボット弾やライフルド・スラッグ弾も使用可能。射程と弾数は制限されるが、命中率とクリティカル率が高い。『OGs』ではツインユニットの両方、および隣接したユニット（最大4機）を一度に攻撃できるALLW（全体攻撃・ダブルアタック）武器となった。
サークル・ザンバー (Disk Slicer)
左腕部に装備された唯一の固定武装。リング状のビーム刃を発生させ目標を切り刻む。後にヒュッケバインが装備するリープ・スラッシャーの試作型である。『OGs』ではバリア貫通能力がある。『スーパーロボット大戦OG -ジ・インスペクター-』（以下『OGIN』）の量産型ビルトシュバインは換装可能なオプションとして装備。
劇中での活躍
α
設定のみ。PTXチーム時代にイングラム・プリスケンが使用。ガンダムタイプのモビルスーツに対抗するため、白兵戦機能や武装オプションを重点に開発されたとされる。
OGシリーズ
イングラムの初期搭乗機として登場。PTの中ではゲシュペンストMk-II・タイプRと並んで汎用武器の搭載量が多い。ホワイトスター内に登場する偽のブリットが（本来のデフォルト搭乗機であるヒュッケバインMk-IIではなく）本機の複製に乗っている。GBA版『OG2』には登場しないが、『OGs』ではOG2シナリオにも登場し当初はヴィレッタが使用している。『DW』ではイングラムがR-GUNに乗り換えた後リョウトに譲られ、扱いやすいように再調整された。『Record of ATX』ではイングラム（R-GUN受領まで）→リュウセイ（Rシリーズ凍結中）→ヴィレッタ（オペレーションSRWのホワイトスター攻略戦）と搭乗者が変わった。
『第2次OG』では登場しない。

#### 量産型ビルトシュバイン
OGIN
アニメオリジナル機種。従来の設定ではビルトシュバインの量産は見送られたとされるが、本作では次期主力量産機として問題点を改善した上で生産、配備が進められている。機体色は白・ベージュ系。頭部形状はビルトファルケンに近い。
左腕部の武装は試作機と同様のサークル・ザンバーのほか、チャクラム・シューターなどに換装可能となり運用の柔軟性が向上した。テスラ・ドライブも搭載されており大気圏内の単独飛行が可能。量産型ヒュッケバインMk-II同様、量産型としては非常に高スペックな機体であり、量産型ヒュッケバインMk-IIが射撃系重視であるのに対し、本機は近接系重視と好対照になっているのも特徴といえる。
鋼龍戦隊側では2機が確認されており、ATXチームに配備された先行量産型をブリットがグルンガスト参式受領まで、ハガネに配備されていた予備機をアラドが脱走を図った際に使用した。また、シロガネでも数機が配備されている。
『Record of ATX』では、当初R-2パワードのトロニウム・エンジンが調整中だったため、ライも本機種を使用した。
デザインは中北晃二。

### ビルトラプター
【Wild Raubtier = 独語で「野生の猛禽」「野生の小型肉食恐竜」】
マオ社が開発した初の可変型PT。従来のPTが対空戦闘能力の低い点を補うために開発された機体で、大気圏内で飛行可能なフライヤー・モード（以下FM）への変形機構を持つ。FM時に主翼となる背部大型バーニアスラスターにより、PT形態においても高いジャンプ能力やホバリング能力、滑空能力を得ている。当初タイプLおよびタイプRの2機が製造される予定であったが、タイプLは変形機構の問題が解決しない状態でのテスト中に大破。修理の際に組み上げ途中であったタイプRのパーツを使用したため、タイプRは登録を抹消されている。その後タイプLはSRX計画に回され、各部の改修を受けてハガネ隊で運用された。変形機構のノウハウ等、本機のデータはR-1の開発に生かされている。修復時には頭部にR-1用高性能センサーのプロトタイプが搭載されたほか、腕部と腰部にセンサーが増設されている。
武装
コールドメタルナイフ (Steel Knife)
実体刃の短剣。エネルギーを消費せず、地形を選ばず使用可能。R-1も同じものを標準装備する。
ハイパー・ビームライフル (HyperBeam Rifle)
高出力・長射程の大型ビームライフル。出力を抑えれば連射も可能。従来のビームライフルよりセンサー類が強化されている。予備のエネルギーカートリッジを3個マウントするシールド型のホルダーを左腕部に装着可能。GBA版では取り外し可能な汎用武器で弾数制となっていたが、『OGs』では専用の固定装備で機体側のエネルギーを消費するように変更され、また全体攻撃属性になっている。
空対空 / 空対地ホーミングミサイル (AA Missile / AG Missile)
FM時に使用する航空機用ホーミングミサイル。ランチャーは下腕部ハードポイントに設置される。
低空垂直爆弾 (Aerial Bomb)
垂直に懸架する方式の魚雷型小型投下爆弾。FM時に使用する。
HBRアンダー・キャノン (Beam Cannon)
ハイパー・ビームライフルはFM時には機体底面に懸架され、この状態でも射撃可能。GBA版では「アンダー・キャノン」表記で、ライフルを取り外した状態でも撃てる（『OGs』でライフルの固定装備化に伴いこの矛盾は解消された）。『OG外伝』でのみライフルと改造段階を共有する。
劇中での活躍
OGシリーズ
キョウスケ編第1話で大破事故が発生。極東伊豆基地にてキョウスケ・ナンブ曹長（当時）がテストパイロットに選ばれ、本機の実戦テストを実施。これはDCと内通していたハンス・ヴィーパー中佐が、基地司令の不在時に独断で決定したものである。ターゲットドローンの戦車や戦闘機にはペイント弾ではなく実弾が装填されていた。キョウスケはFMで全ターゲットを撃破するが、ハンスは緊急時変形テストの強行を命令。変形機構に問題を抱えた機体は変形に失敗し墜落、大破したがキョウスケは一命を取り留める。FM操縦時に「月の人間は地上の人間と重力感覚が違うのか、バランスがとりにくい」とこぼしていた。マオ社に送り返された機体は改修後にハガネ隊で運用される。当初はリュウセイ・ダテ、後にラトゥーニ・スゥボータが主に搭乗。ゲシュペンストMk-II・タイプTT（リュウセイ機）の改造度を引き継ぐ。GBA版『OG2』には登場しないが、『OGs』ではOG2シナリオ以降も登場。修羅の乱後にあたる『第2次OG』では強化改修され、ビルトラプター・シュナーベルとして運用される。
OGクロニクル
Vol.5に登場。教導隊でラトゥーニが使用。フェアリオンはリクセント公国の所有であるため、普段はビルトラプターに乗っている模様。ガーリオン用のアサルトブレードを装備。
OGIN
第1話で「向こう側」のSRXが撃破された後のカットで、本機も撃破された状態で転がっている。搭乗者は不明。「こちら側」ではビルトファルケンが奪取されてからラトゥーニが搭乗し、フェアリオン登場まで使用。FM時にはビルトファルケンとも互角に渡り合う機動力を見せた。フェアリオンに乗り換えてからは出番はないが、DVD第2巻のイラストをR-1と共に飾っている。

#### ビルトラプター・シュナーベル
『第2次OG』から登場。ビルトラプターの強化改修型。テスラ・ドライブの搭載により機動性や運動性が向上し、内蔵式レール・キャノンや接近戦用ブレード・サイの装備で攻撃力も強化されている。従来通りFM形態への変形が可能。
武装
ブレード・サイ
腰部両側に装備する近接戦闘用の剣。
ハイパー・ビームライフル改
専用のビームライフル。全体攻撃属性は改修前と同様だが弾数制かつダブルアタック可能。
必殺技
ラプター・シュナーベル
ブレード・サイで斬りつけた後、吹き飛んだ敵機にレールキャノンを撃ち込み、さらにFM形態に変形して高速機動しつつ連射を浴びせる。この攻撃で撃墜に至ると、ブレイク・フィールドを展開して突撃するとどめ演出が入る。

### ATX計画ビルトシリーズ
- ビルトビルガー
- ビルトファルケン

## ヒュッケバインシリーズ
- RTX-008 ヒュッケバイン
  - RTX-008-02 ヒュッケバイン02
  - RTX-008-02FA フルアームド・ヒュッケバイン
- RTX-009 ヒュッケバイン
- RTX-008LC ヒュッケバインEX
- PTX-EX エクスバイン
  - PTX-EXH アッシュ
  - PTX-DEX エグゼクスバイン
- RTX-010 ヒュッケバインMk-II
- RPT-010 量産型ヒュッケバインMk-II
  - ベルゲルミル
- RTX-011 ヒュッケバインMk-III
- PTX-G ガーバインMk-III

## ATX計画
- PTX-003C アルトアイゼン
  - PTX-003-SP1 アルトアイゼン・リーゼ
- PTX-007-03C ヴァイスリッター
  - PTX-007-UN ライン・ヴァイスリッター
- PTX-015L/R ビルトビルガー
- PTX-016L/R ビルトファルケン

## SRX計画
- R-1 
  - R-1改
- R-2
  - R-2パワード
- R-3
  - R-3パワード
- SRX
  - DiSRX ディスアールエックス
  - バンプレイオス
- R-GUN
  - R-GUNパワード

## アルブレード
【R Blade = 英語で「Rの刃」】
スーパーヒーロー作戦……TDF（ウルトラセブンに登場する地球防衛軍）の上層部によってSRX計画が中止後、TDF極東支部の次期主力の人型機動兵器開発のためのパーソナルトルーパー量産計画の下でR-1のデータから桐原コンツェルン（メタルダーに登場する敵組織ネロス帝国の表の顔）が開発したR-1の廉価量産型機体。ジャミラとパンドンのバトルでライが2回乗る。また、地球防衛軍極東基地がETFの総攻撃を受けて陥落した際にセーブルームのメンバーが脱出に使用したと語っている。
OG2……R-1の量産試作機。コスト重視のため変形機構やT-LINKシステムはオミットされ機体自体も軽量化されている。作中に登場するのは3号機のタイプTで、格闘戦向けにチューンされている。開発中はマオ社社長のリン・マオ自らテストパイロットを務め、ロールアウト後はリュウセイが受領し極東基地でテストを行った。後に投降したアラドがビルトビルガー受領前に使用。リュウセイ、キョウスケ、カチーナの意見で本機がアラド向きと判断され、アラド自身も戦闘時に自分向きの機体・武装と称する。カチーナも本機を気に入っていたのか、赤く塗ろうと思っていた模様。
OGIN……「向こう側」では試作機名がアルブレードでなかったとラミアが発言している。OG2同様に3機製造されたが、いずれもその所在ははっきりとしている。『Record to ATX』ではアラドがハガネ脱走のために奪取するが、PTの操縦に不慣れだったため上手く扱えず、同乗していたラトゥーニが途中で交代した。
武装
バルカン砲 (Gatling Gun)
頭部に装備された機関砲。
G・リボルヴァー (G-Revolver)
PT用拳銃。R-1と同じものを使用。
G・レールガン (G-Railgun)
手持ち式のレールガン。近距離から遠距離まで対応可能。
ブレード・トンファー (Blade Tonfa)
近接戦闘用の武装で、トンファーと実体剣を組み合わせたような形状。GBA版『OG2』では連続攻撃に対応、『OGs』ではバリア貫通能力を持つ。

### アルブレード・カスタム
アルブレードにビルトビルガーのジャケットアーマー、テスラ・ドライブ、ビームキャノンを追加して改造した機体。翼状のパーツはテスラ・ドライブを内蔵したウィング・バインダーであり、フレキシブル・アームによって背部から接続されている。またブレイク・フィールドによるシールド効果も期待できる。改造前のアルブレードはグレー系だったが、改造後の本機は白と青の鮮やかな機体色となった。
劇中での活躍
第3次α……R-1を失ったリュウセイが搭乗する。初起動時はOSが未完成であったことから、フォローのためにライも同乗している。乗り換え可能な機体で、リュウセイ以外でもクォヴレーやルリアが乗れる。バンプレイオスに改造を引き継ぎ、バンプレイオス登場後もそのまま残るので、他のパイロットを乗せての運用が見込める。
本機は当初は登場予定がなく、シナリオ上リュウセイが単独出撃する必要が出たため誕生した機体である。新型R-1の試作機であるART-1は当時ラフ画しか存在しておらず、後に発売される『OGs』への登場が決定していたため、その代替として本機の登場となった。
第2次OG……3号機をハガネにて改修後、同艦に保護されていたイングが搭乗する。
武装
改造前の武装はアルブレードの項目を参照。
G・レールガン
本機が携行するものは改良型で、長砲身化やドラムマガジンの採用により射程と装弾数が向上している。
スプリット・ビームキャノン
背部ジャケット・アーマーに収納されるビーム砲。集束モードとバースト（散弾）モードが設定されているが、作中ではバーストモードのみ使用可能。

### エルシュナイデ
【R Schneider = 独語で「Rの刃」】
OG2……アルブレードの正式量産機。アルブレードにテスラ・ドライブとビームキャノンを持たせる計画らしいが、マオ社で骨組みを作っている最中であり、現時点では完成機体が存在しない。本機の完成形に酷似したエルアインスが登場した際、イルムやリュウセイがこの点に言及。またリョウトは本機のデータがハッキングされた形跡はないと述べている。
OGIN……ゲームと異なり、エルアインスの初登場時には骨組みすらできておらず、ロバートが設計を行っている段階だった。リョウトは（エルアインスやスレードゲルミルについて）自分の見解をカイに求められた際、「未来から来た機体であれば納得がいく」と述べている。

### エルアインス
【R Eins = 独語で「R-1」 あるいは「Rと同じ一つの存在」】
OG2……「こちら側」の世界にはまだ存在しないはずのエルシュナイデに酷似した機体。その正体はシャドウミラーによって「向こう側」の世界から持ち込まれた、「こちら側」で言うアルブレードの正式量産機である。「向こう側」での試作機名は不明。「向こう側」では暴走事故の影響で、ヒュッケバインの後継機開発が数機の試作に留まっているため、本機が量産型ゲシュペンストMk-IIに次ぐ量産機として正式採用された。高い運動性と長射程、テスラ・ドライブによる飛行機能を持つ優秀な兵器で、現状ではPT-X構想の到達点に最も近い機体である。両肩のツイン・ビームカノンは名前に反して非ビーム属性。アーチボルド搭乗機はグラビトン・ランチャーを装備する。『OGクロニクル』では「エル・アインス」と中点が付いている（下記のかちこみ鉄砲玉カスタムは『OGクロニクル』の解説の名称に従う）。
エル・アインスかちこみ鉄砲玉カスタム
OGクロニクル……エルアインスの改造機。SRXを捕獲するためにエキドナ・イーサッキが用意した。四肢を重機用の鉤爪型のものに換装し、全身の装甲を可能な限り排除している。これらの改造は、合体シークエンス中（ヴァリアブル・フォーメーション発動中）のSRXに取り付き自爆するためだけに施されており、その状態のSRXに追随出来るだけの機動性を誇る。しかしその代償としてパイロットはGに耐えられずに圧死してしまうため、ドーピングした洗脳兵を搭乗させていた。腹部にコンピュータウイルスを仕込んだスプレッドニードルが内蔵されており、自爆時に敵機に突き刺さるようになっている。

## RXR計画
レイオス・プラン中の計画のひとつ、Robot Experiment & Research 計画の略称。PTやAM、特機、果ては魔装機神といった多岐にわたる様々な機動兵器を、原点に返り「ロボット」と総称し直し、それらの膨大なデータをレイオス・プランのスタンスからの再検証の後に次世代機の開発実験や研究を目的としている。しかしながら、頭文字の「R」はRシリーズの意味も込められており実質的にRシリーズの後継機用ベース機開発計画となっている。無論、得られたデータや培われたノウハウはRシリーズ以外へのフィードバックも予定されている。

### ART-1
ART-1はADVANCED REAL PERSONAL TROOPER TEST TYPE-1の略。
初出は『OGs』の『OG2.5』シナリオ。読みは「アートワン」。レイオスプランの一つ「RXR計画」で開発された試作型PT。RXR計画スタッフは次世代Rシリーズ開発の本格的な着手を前に、同シリーズ機と最新型EOT搭載PTの複合機を開発し、実地運用によって得られる活きたデータをフィードバックすることで後のレイオスプランの方向性を見定めようとした。その素材となったのが現行Rシリーズ機の中で安定性、汎用性が最も優れているR-1と、ヒュッケバインシリーズ最新型のMk-IIIであった。この2機のデータから次世代Rシリーズ、ひいては次世代PTの雛形としてART-1は誕生した。しかしながら、RXR計画では次世代Rシリーズ試作機の開発が念頭におかれているため、本機にはR-1の特性が色濃く引き継がれ、飛行形態ART-ウィングへの変形機構も有する。R-1のアッパーバージョンともいうべき機体になっているが、他のR-シリーズとの合体機構はない。また本機は試作機のさらなる試作機という扱いであり、機体色はR-1のようなトリコロールではなくヒュッケバイン系に近い濃紺である。後に、他のRシリーズとの有効運用を図るためR-1との連携攻撃パターンが設けられた。機体フレームはR-1とヒュッケバインMk-IIIのハイブリッドであり、次世代機開発を踏まえ（現時点では行えないが）合体機構を意識した作りとなっている。R-1との最大の違いは、両脚部にも念動フィールド発生装置が組み込まれている点。
搭乗可能なパイロットはリュウセイ、マイ、ヴィレッタの3人。ただしヴィレッタは念動力を持たないので必殺技や念動フィールドは使用不能になる。『OG外伝』ではマイの搭乗時に使用可能な合体攻撃「天上天下念動連撃拳」が追加された。マイは本機への搭乗が決まったとき「（リュウセイのR-1と）おそろいだ」と喜んでいた。『ACE-R』ではリュウセイ機として活躍している。
武装
ホーミングミサイル
航空機用ミサイル。ART-ウィング時のみ使用。
コールドメタルブレード
フォールディング・タイプの実体剣。刀身はゾル・オリハルコニウム製で、コールドメタルナイフより大型。左右背部ウィング・カバー内にそれぞれ1本ずつ収納されている。
ブーステッド・ライフルH
ロングバレルの実弾ライフル。ブーステッド・ライフル同様にセミオート、フルオート、3点バーストでの発射が可能。外形の変化は少ないが、IBCセンサーの性能向上に伴い命中精度が上がっている。
HG・リボルヴァー
両腰に装備する実弾拳銃。確実な作動を優先しリボルヴァー式を採用している。G・リボルヴァーよりもバレルが延長されそれに伴いバレルウェイトも肥大化、大口径弾を使用するが集弾性の向上と共に反動も低下している。ART-ウィング時にも使用可能（HG・リボルヴァーキャノンと呼称）。
チェーンソー・トンファー
両腕部に装備する格闘戦用兵装。回転式でそのまま打突することもも可能だが、内部のチェーンソーの使用によってさらなるダメージが期待できる。
必殺技
T-LINKブレードナックル
チェーンソー・トンファーと、下腕部に装備されたフィールド発生装置による念動フィールドを併用して繰り出す攻撃。
T-LINKクラッシュソード
ART-ウィングに変形し、PT時は左腕シールドとなる機首先端部のフィールド発生装置と両腕部、両脚部の同装置を併用し、機体全体を念動フィールドで包んで体当たり攻撃を仕掛ける。
T-LINKダブルナックル
ラトゥーニ、リョウトらの助力によって完成したR-1との連携攻撃パターン。T-LINKナックル及びブレードナックルを連携で打ち込み各機変形、リボルヴァーキャノンやホーミングミサイルを発射し、再変形後両機同時にナックルで突撃する。リュウセイ流のネーミング（及びゲームでの武装名称）は「天上天下念動連撃拳」だが、戦闘中の台詞では一貫して「T-LINKダブルナックル」である。

## その他の区分
ハイ・パーソナルトルーパー

スーパー・パーソナルトルーパー
エグゼクスバインが分類される。
準特機型パーソナルトルーパー
αシリーズにおいてグルンガスト弐式が分類されている。

### ゲーム
- 第3次スーパーロボット大戦α 終焉の銀河へ
- スーパーロボット大戦ORIGINAL GENERATION
- スーパーロボット大戦ORIGINAL GENERATION2
- スーパーロボット大戦OG ORIGINAL GENERATIONS
- スーパーロボット大戦OG外伝
- Super Robot Taisen Original Generation
- Super Robot Taisen Original Generation 2

### 書籍
- バンプレスト『Super Robot Wars Original Generation Official Book』2002年。（『OG1』購入特典）
- バンプレスト『SUPER ROBOT WARS ORIGINAL GENERATION 2 OFFICIAL BOOK』2005年。（『OG2』購入特典）
- バンプレスト『Super Robot Wars OG ORIGINAL GENERATIONS Official Perfect File』2007年。（『OGS』購入特典）
- 『電撃スパロボ! Vol.1』メディアワークス、2005年。ISBN 978-4-8402-3117-6。
- 『電撃スパロボ! Vol.2』メディアワークス、2005年。ISBN 978-4-8402-3259-3。
- 『電撃スパロボ! Vol.5』メディアワークス、2006年。ISBN 978-4-8402-3671-3。

### ドラマCD
- スーパーロボット大戦α ORIGINAL STORY 2001年。

### プラモデル
- コトブキヤ S.R.G-S-018 1/144 「PTX-006L ビルトラプター」 2007年5月
- コトブキヤ S.R.G-S-021 1/144 「PTX-014-03C アルブレード・カスタム」 2008年1月
- コトブキヤ S.R.G-S-035 1/144 「ART-1」 2009年7月